# رومو
رومو (به ایتالیایی: Rumo) یک کومونه در ایتالیا است که در ترنتینو واقع شده‌است.

## خصوصیات
رومو ۳۰٫۸ کیلومترمربع مساحت و ۸۳۳ نفر جمعیت دارد.